# (90733) 1993 BO8
(90733) 1993 BO8 es un asteroide perteneciente al cinturón de asteroides, descubierto el 21 de enero de 1993 por el equipo del Spacewatch desde el Observatorio Nacional de Kitt Peak, Arizona, Estados Unidos.

## Designación y nombre
Designado provisionalmente como 1993 BO8.

## Características orbitales
1993 BO8 está situado a una distancia media del Sol de 2,714 ua, pudiendo alejarse hasta 2,933 ua y acercarse hasta 2,496 ua. Su excentricidad es 0,081 y la inclinación orbital 4,570 grados. Emplea 1633,48 días en completar una órbita alrededor del Sol.

## Características físicas
La magnitud absoluta de 1993 BO8 es 15,98.